# ساماريندا
ساماريندا (بالإندونيسية: Samarinda)‏ هي عاصمة مقاطعة كالمنتان الشرقية إندونيسيا. تقع المدينة على ضفاف نهر ماهاكام. إنها المدينة الأكثر اكتظاظا بالسكان في جزيرة بورنيو بأكملها، حيث يقدر عدد سكانها 842,691 (2017). المدينة يبلغ مجموع مساحتها 718 كيلومتر مربع.
تشتهر ساماريندا بطعامها التقليدي «أمبلنغ/amplang»، وكذلك زي ساماريندا «ساماريندا سارونج/sarung samarinda» وهي أقمشة يتم لفه حول الخصر.

## الخدمات

### البنية التحتية
يعتبر مطار ساما ريندا بوابة طيران بارزة ومحوراً أساسياً وهاماً للطيران في كاليمانتان، إذ يخدم كل عامٍ أكثر من 126 ألفا شخص و241 طن (كما في عام 2013).

## توأمة
لساماريندا اتفاقيات توأمة مع كل من:
- سمارانغ
- ماكاسار